# Puerto Berrío
Puerto Berrío este un municipiu din departamentul Antioquia, Columbia.